# Бесподобный мистер Фокс
«Бесподобный мистер Фокс» (англ. Fantastic Mr. Fox) — кукольный мультфильм Уэса Андерсона, снятый по мотивам одноимённой книги Роальда Даля. Это первый мультфильм режиссёра Уэса Андерсона. Выпущен осенью 2009 года. Занимает 15 место в списке самых кассовых кукольных мультфильмов. Главных персонажей озвучивают Джордж Клуни, Мерил Стрип, Джейсон Шварцман, Билл Мюррей и Уиллем Дефо.

## Сюжет
Ловкий лис, которого все зовут Мистером Фоксом, решает совершить очередной набег на ферму вместе со своей женой, где они оба попадают в ловушку. В ловушке Мистер Фокс узнаёт, что его возлюбленная беременна. По такому случаю он вынужден дать ей обещание, что больше никогда не будет воровать у людей еду.
С тех пор проходит два года, или 12 лисьих лет. Мистер Фокс живёт в обычной лисьей норе со своей женой и с сыном по имени Эш. У него мирная работа — он пишет колонку для местной газеты. Утром, за завтраком, он видит в газете объявление о продаже дома (букового дерева), и днём он идёт смотреть недвижимость. Во время осмотра Фокс замечает, что из окна открывается отличный вид на три фермы известных фермеров, и, видимо, вспоминает прошлые времена, когда воровал кур.
Друг Фокса, юрист Барсук, отговаривает Фокса покупать дом, аргументируя это тем, что он находится в самом неблагоприятном для лис районе из-за близости трёх злобных фермеров — Уолтера Боггиса (Walter Boggis), главы компании Boggis (выращивание кур), Неда Банса (Nathan Bunce), главы компании Bunce (выращивание уток и гусей), и Фрэнка Бина (Frank Bean), главы компании Bean (выращивание индеек, производство яблочного сидра). Однако, это не останавливает Фокса.
После приобретения нового дома Фокс отмечает, что стал жить намного лучше. К ним приезжает сын брата жены Фокса по имени Кристофферсон. Эш явно недоволен его присутствием и завидует многим его достижениям в самых разных областях. В это время Фокс уже обдумывает план набега на одну из ближайших ферм. Не оповестив жену, а иногда и обманывая её, он нарушает обещание и постепенно обворовывает все три фермы вместе с Опоссумом и Кристофферсоном, которого он берёт в союзники на одно из ограблений.
Владельцы ферм очень недовольны таким положением дел и решают поймать наглого лиса. Ночью они идут к его дому и пытаются застрелить его, когда Фокс собирается совершить очередную кражу. Им не удаётся убить его, но его хвост был отстрелен и использован Бином в качестве галстука. Недовольный Фокс и вся его семья ложатся спать. А неугомонные фермеры замышляют раскопки лисьей норы. От шума вся семья просыпается. Фокс придумывает план — копать вниз. Начинается продолжительное бегство лис от фермеров, которые уже используют экскаваторы и взрывчатку. Глубоко под землёй Фокс натыкается на всех остальных животных, которые тоже спасаются бегством, роя норы. Они рассказывают ему, что все их проблемы только из-за него одного. И тут Фокс придумывает решение всех проблем — все вместе они копают туннели в сторону ферм, где они успешно обворовывают все три фермы. После чего, всё ещё находясь под землёй, животные устраивают банкет. А Эш уговаривает Кристофферсона отправиться в дом к фермеру, чтобы вернуть хвост своего отца.
Когда люди обнаруживают, что их снова обворовали, они решают выгнать животных из норы, затопив её яблочным сидром. В самый разгар банкета мощный поток яблочного сидра смывает всех зверей в канализацию. Перед этим Эш вернулся в норы, но без хвоста Фокса и без Кристофферсона. В канализации Фокс узнаёт от своего сына, что Кристофферсон пропал и, скорее всего, был пойман людьми. В этот момент показывают людей, держащих Кристофферсона за ноги. Фермеры предлагают Фоксу сдаться, в обмен на свободу его племянника.
Сначала Фокс собирается сдаться, но затем придумывает план по спасению Кристофферсона и всех зверей. Под предлогом выполнения условий людей он договаривается с ними о встрече и просит открыть канализационный люк в условленном месте. В момент встречи Фокс понимает, что возвращать племянника ему никто не собирается, и закидывает весь город горящими шишками, от которых загораются здания, дрова, и прочее. В этой суете Фокс выбирается из люка, садится в мотоцикл с коляской, в которую незаметно пробрался Эш, и едет на ферму, за Кристофферсоном, которого успешно освобождают из плена. Фермеры со всеми своими рабочими уже вернулись на ферму и поджидают Фокса. Эшу удаётся выпустить бешеную собаку Бина, которая тут же бросается на людей. Фоксу, Опоссуму, Эшу и Критофферсону удаётся сбежать на мотоцикле.
По пути домой они встречают дикого Волка, с которым Фокс пытается пообщаться. Волк не отвечает на слова Фокса, но когда тот поднимает лапу в знак солидарности, отвечает тем же жестом.
Прошло три дня. Фермеры караулят канализационный люк, откуда выходил Фокс. А животные уже неплохо обустроились в канализации. Фокс созывает свою семью и показывает выход из канализации напрямую в супермаркет, который оказывается принадлежащим фермерам.

## Роли озвучивали
- Джордж Клуни[2] — мистер Фокс
- Мерил Стрип[3] — миссис Фокс (Кейт Бланшетт должна была озвучивать данную роль, но покинула фильм по неизвестным причинам[4])
- Джейсон Шварцман[2] — Эш Фокс
- Билл Мюррей[5] — мистер Барсук
- Уиллем Дефо — Крыса
- Оуэн Уилсон — тренер Скип
- Уолли Володарски — Кайли Свен Опоссум
- Эрик Чейз Андерсон — Кристофферсон Сильверфокс
- Майкл Гэмбон — Франклин Бин
- Джарвис Кокер — Пити
- Уэс Андерсон — Стэн Суслик
- Карен Даффи — Линда Выдра
- Робин Харлстоун — Уолтер Боггис
- Хьюго Гиннесс — Натан Банс
- Хелен Маккрори — миссис Бин
- Гарт Дженнингс — сын Бина
- Брайан Кокс — Дэниел Пибоди, репортёр Action 12
- Тристан Оливер — взрыватель
- Стивен Рэйлс — мистер Бобр
- Джереми Доусон — сын мистера Бобра
- Эдриен Броуди — полевая мышь Рикити
- Роман Коппола — застройщик Белка

## Создание мультфильма
Джо Рот и Revolution Studios приобрели права на экранизацию книги «Бесподобный мистер Фокс» в 2004 году. Уэс Андерсон был утверждён как режиссёр мультфильма, а Генри Селик — как режиссёр мультипликации. Андерсон решил взяться за этот проект, так как является большим почитателем творчества Роальда Даля Пейзажи Грейт-Миссенден, где живёт Роальд Даль, значительно повлияли на внешний вид фильма. В начале 2006 года Селик покинул проект, занявшись экранизацией книги Нила Геймана «Коралина». Его заменил Марк Густафсон. В октябре 2006 года Revolution закрылась, и проект был перенесён на Fox Animation Studios. Создание мультфильма началось в Лондоне в 2007 году.
Записывать голоса режиссёр решил не в студии, а в естественной среде: «мы отправлялись в лес, [..] забирались на чердак, ходили в конюшню. Для каких-то записей уходили в подполье. Работа над озвучкой велась очень спонтанно.» Дизайнерам постановки Андерсон сказал, что они должны использовать настоящие деревья и песок, но в миниатюре. В мультфильме смешано несколько типов анимации, но в основе кукольная мультипликация.

## Музыка
Музыку к мультфильму написал французский кинокомпозитор Александр Деспла. Кроме того, в качестве саундтрека создатели мультфильма использовали песни Джарвиса Кокера, треки музыкальных групп The Beach Boys, The Bobby Fuller Four, Burl Ives, Georges Delerue и The Rolling Stones. В ноябре 2009 года был выпущен альбом с саундтреками к «Бесподобному мистеру Фоксу».

## Признание
| Премия                              | Категория                      | Номинант                                 | Результат |
| ----------------------------------- | ------------------------------ | ---------------------------------------- | --------- |
| «Оскар»                             | Лучший анимационный фильм      | Уэс Андерсон                             | Номинация |
| «Оскар»                             | Лучшая музыка к фильму         | Александр Деспла                         | Номинация |
| «Золотой глобус»                    | Лучший анимационный фильм      | Уэс Андерсон                             | Номинация |
| BAFTA                               | Лучший анимационный фильм      | Уэс Андерсон                             | Номинация |
| BAFTA                               | Лучшая музыка к фильму         | Александр Деспла                         | Номинация |
| «Выбор критиков»                    | Лучший адаптированный сценарий | Уэс Андерсон, Ноа Баумбах                | Номинация |
| «Выбор критиков»                    | Лучший анимационный фильм      |                                          | Номинация |
| «Сатурн»                            | Лучший анимационный фильм      |                                          | Номинация |
| «Спутник»                           | Лучший анимационный фильм      |                                          | Победа    |
| «Спутник»                           | Лучшие визуальные эффекты      | Тим Ледбури                              | Номинация |
| Национальный совет кинокритиков США | Премия за особые достижения    | Уэс Андерсон                             | Победа    |
| Премия Гильдии продюсеров США       | Лучший анимационный фильм      | Эллисон Аббот, Скотт Рудин, Уэс Андерсон | Номинация |

- Журнал Cahiers du cinéma назвал «Фокса» в числе пяти лучших фильмов 2010 года[11].

## Кассовые сборы
«Бесподобный мистер Фокс» собрал во всём мире 46,5 млн $.